# Sidi Boubker El Haj
Sidi Boubker El Haj (en àrab سيدي بوبكر الحاج, Sīdī Būbakr al-Ḥājj; en amazic ⵙⵉⴷⵉ ⴱⵓⴱⴽⵔ ⵍⵃⴰⵊⵊ) és una comuna rural de la província de Kénitra, a la regió de Rabat-Salé-Kenitra, al Marroc. Segons el cens de 2014 tenia una població total de 19.327 persones.